# Grellan (Heiliger)

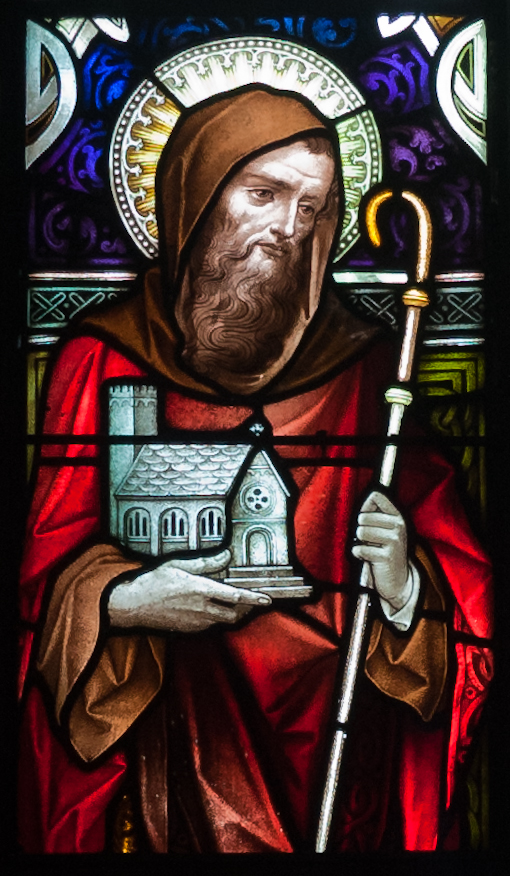
St. Grellan in einer Glasmalerei in der St.-Michael-Kirche in Ballinasloe

Der Heilige Grellan (irisch Ghrealláin) ist ein irischer Heiliger und Schutzpatron unter anderem des Kelly-Clans und der Pfarrgemeinde von Ballinasloe im County Galway in Irland.

## Frühes Leben
Nach der Hagiographie Das Leben des Heiligen Grellan lebte Grellan im 5. Jahrhundert, der Zeit des Heiligen Patrick von Irland. Grellan wurde von Duach Gallach, dem König von Connacht, ein Platz zugewiesen, um eine Kirche bei Achadh Fionnabhrach zu bauen. Duach Gallach ließ Grellan die Kirche bauen, nachdem dieser durch Taufe Duach Gallachs totgeborenen Sohn, Eoghan Sriabh, zum Leben erweckt hatte.
Achadh Fionnabhrach heißt seit damals Craobh Ghrealláin (Irisch für „der Zweig des Grellan“), benannt nach dem Zweig, den König Duach und Patrick von Irland dem Grellan überreichten, als Zeichen des Besitzes. Der König ordnete auch an, dass von jeder Frau eines Häuptlings sieben Gewänder als Tribut an den jungen Geistlichen gegeben werden sollten.
Daraufhin zog Grellan weiter ins nördliche Drittel von Connacht und bereiste weiter das Land. Eventuell ließ er sich aber auch nieder und gründete eine Kirche bei Cill Cluaine (oder Kilclooney, nahe dem heutigen Ballinasloe) in Magh Seincheineoil, einem Gebiet, das von den Firbolg besetzt und von Cian beherrscht wurde.

## Einmischung in die Schlacht der Fir Bolg gegen die Colla da Chrioch
Das Gebiet wurde vom gälischen Stamm Colla da Chrioch aus dem Königreich von Oriel invadiert. Diese wurden von der halblegendären Figur Maine Mór angeführt, der von seinem Vater Eochaidh Ferdaghiall und seinen zwei Söhnen Breasal und Amlaff (auch Amhalgaidh) begleitet wurde. Seine Truppen fielen über das Gebiet her und plünderten die Gegend. Als Vermittler handelte Grellan einen Frieden zwischen den Parteien aus. Um den Frieden zu untermauern, organisierte Cian von den Firbolg ein Fest, zu dem Amlaff eingeladen wurde, aber als Geisel genommen wurde.
Amlaff war nun die Geisel, mittels derer die Firbolgs Macht über die Gälen ausüben konnten. Während seiner Gefangenschaft schaffte es Amlaff, einen Firbolg-Führer durch eine romantische Beziehung mit dessen Frau zu verärgern. Amlaff wurde getötet, und mit ihm starb die Macht der Firbolgs über die Gälen. Da die Gälen einen Waffenstillstand erwarteten, entschied Cian, sie mit einem Überraschungsangriff zu überrumpeln.
Von seinem Kirchentor aus sah Grellan die Firbolgs aufrüsten. Da er der Friedensgarant für beide Parteien war, brachte ihn die Entwicklung in eine prekäre Situation. Die Legende erzählt, dass er zu Gott betete, und dieser daraufhin die Firbolgs während der Schlacht mit den Gälen im Sumpf von Magh Liach vom Erdboden verschlingen ließ.
Grellan wies anschließend das Gebiet Maine Mór und seinen Leuten zu. Die Gegend wurde bekannt als Königreich von Hy-Many oder Uí Maine. Das Volk nannte sich fortan Uí Maine. Die Uí Maine zahlten Tribut an Grellan, der der Schutzpatron der Clans und Familien wurde, die von Maine Mór abstammen, darunter die Ó Ceallaigh (Kelly), Ó Madadhan (Madden), Ó Neachtáin (Naughton), Ó Domhnalláin (Donnellan), Ó Mullally (Lally) und Ó Fallamháin (Fallon).

## St. Grellans Bischofsstab
St. Grellans Bischofsstab (irisch: Bachall Grealláin) wurde den Uí Maine gemeinsam mit dem Territorium übergeben und wurde von da an in ihrer Standarte aufs Schlachtfeld getragen. Dieser Bischofsstab existierte noch bis ins frühe 19. Jahrhundert.

## Gedenktag
Als sein Gedenktag gilt der 10. November.